# Großburschla
Großburschla ist seit 1994 ein Stadtteil der Stadt Treffurt im Wartburgkreis in Thüringen.

## Geographie
Großburschla liegt im Tal der Werra, im äußersten Nordwesten des Wartburgkreises in Thüringen. Die Ortschaft ist territorial zu etwa 90 % von hessischem Gebiet umschlossen, die Gesamtfläche der Gemarkung beträgt 12,41 km².

### Berge
Höchste Erhebungen sind der Heldrastein mit der Kanzel (503,8 m ü. NN) und der Dreiherrenstein (488,5 m ü. NN).

### Gewässer
Großburschla liegt am Ufer der Werra, in der Ortslage mündet in diese als linker Zufluss der Holunderbach, er nimmt auf seinem Weg durch die Gemarkung den Rambach, den Weißenborner Bach sowie mehrere namenlose Quellbäche auf. Die Werra ist in diesem Gewässerabschnitt als eine sonstige Binnenwasserstraße des Bundes klassifiziert.

### Geologie
Großburschla befindet sich in der breiten Flussaue der Werra mit mächtigen Kieslagerstätten. Durch den Fluss werden die Schichten des Buntsandsteins (Aufschluss unterhalb der Pfalzburg) angeschnitten. Verwitterter Buntsandstein bildete über mehrere Jahrhunderte die Grundlage für den gewerbsmäßigen Abbau von Stubenstreusand im Flurort Auf der See an der Rambacher Grenze; dabei entstanden – ähnlich wie in Walldorf – höhlenartige Abbaustollen.
Die Steilhänge des Heldrasteines und die benachbarten Mainzer Köpfe sind eindrucksvolle Beispiele des Muschelkalk.

### Nachbarorte
An Großburschla grenzen die Gemarkungen der hessischen Orte Weißenborn mit dem Ortsteil Rambach, die Wanfrieder Stadtteile Völkershausen, Altenburschla und Heldra (mit dem ehemaligen Bahnhof Großburschla), die Treffurter Stadtteile Schnellmannshausen und Ifta.

## Geschichte

### Ersterwähnung

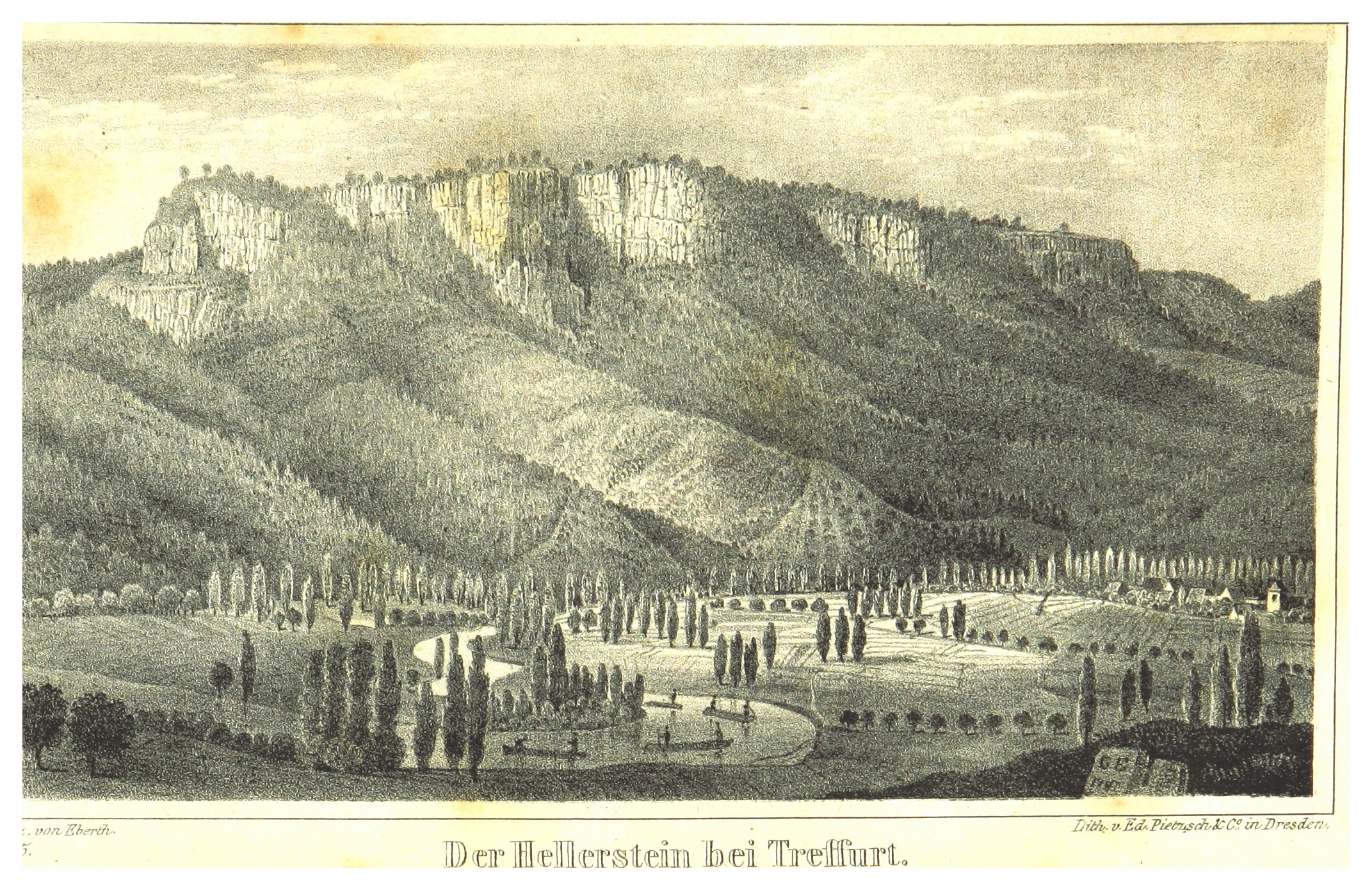
Heldrastein und das Werratal zwischen Treffurt und Großburschla

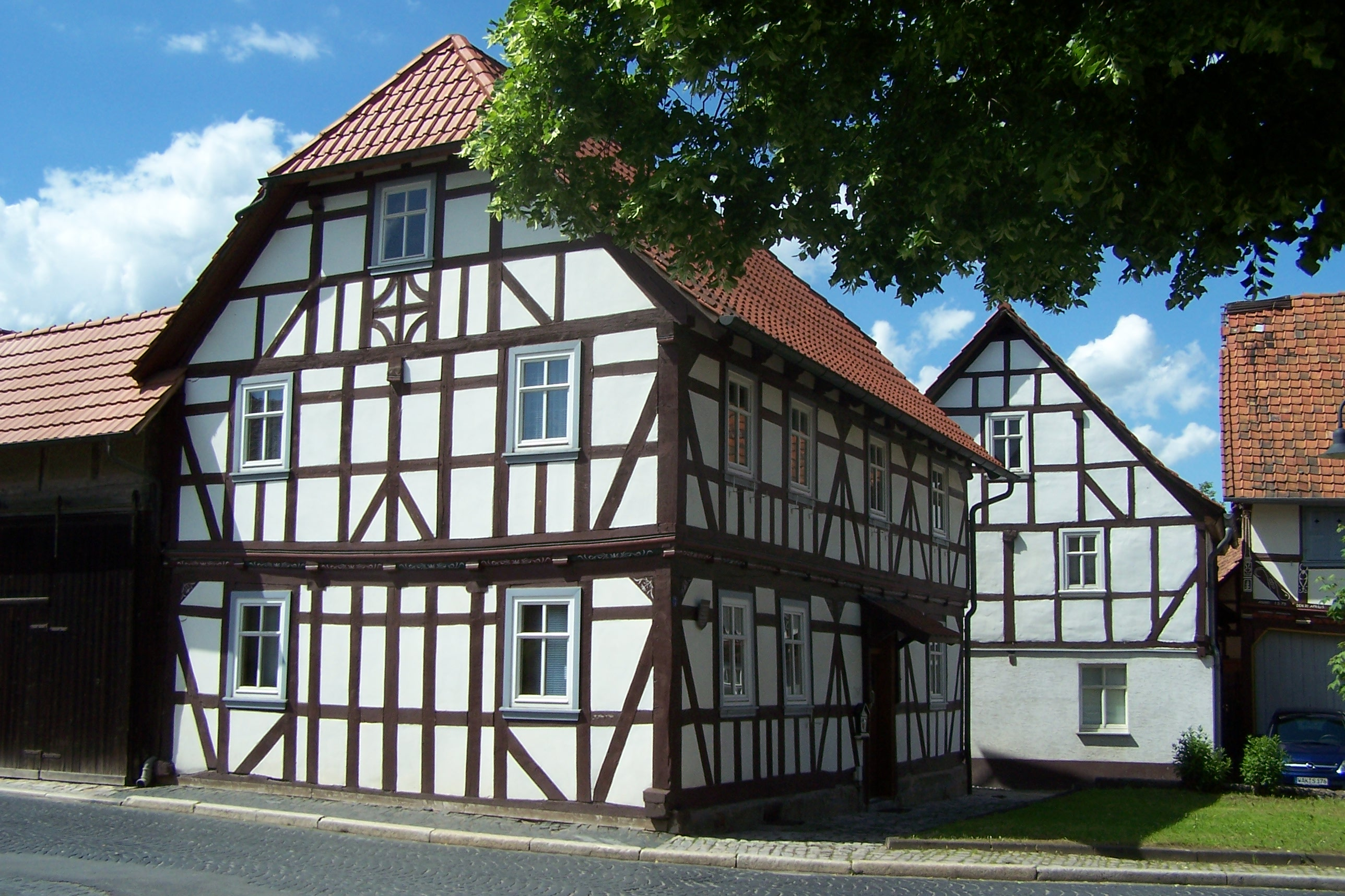
In der Ortslage

Erstmals wurde Großburschla im Jahr 860 in einer Schenkungsurkunde eines Grafen Erpho an das Würzburger Stift erwähnt, es trug den Namen brustlohum. Die nächstfolgende Beurkundung im Jahr 876 bestätigt die Übertragung des Zehnten an das Kloster Fulda durch König Ludwig der Deutsche.

### Mittelalter
Der Ort gehörte seit dem Mittelalter zum Herrschaftsgebiet der Herren von Treffurt. Alte Verbindungswege führten unterhalb der Pfalzburg über den Sandberg nach Treffurt und Schnellmannshausen, eine Werrafurt führte am Kloster vorbei zu den Nachbarorten Heldra und Altenburschla und wiederum nach Treffurt. Mit der Entmachtung der Ritter wurde auch der Ort Großburschla ein Teil der Ganerbschaft Treffurt. Das Dorf wurde in drei gleiche Teile geteilt und erhielt für jeden Ortsteil einen Bürgermeister.
Am 13. Februar 1525 versammelten sich im Raum Treffurt 1000 aufständische Bauern. Sie plünderten und verwüsteten auch das Stiftsgut in Großburschla. Wenige Jahre später wurde die Reformation im hessischen und sächsischen Ortsteil eingeführt, der Mainzer Teil blieb katholisch, dies war möglich, da es im Ort neben der Stiftskirche auch noch die Kirche St. Nikolai gab.
Bereits im 18. Jahrhundert wurde eine hölzerne Brücke errichtet. Ein wichtiger Transportweg war auch die Werra selbst, in der Großburschlaer Töpfergasse produzierten zahlreiche Werkstätten die bereits im 17. Jahrhundert begehrte Werrakeramik.

### 19. Jahrhundert

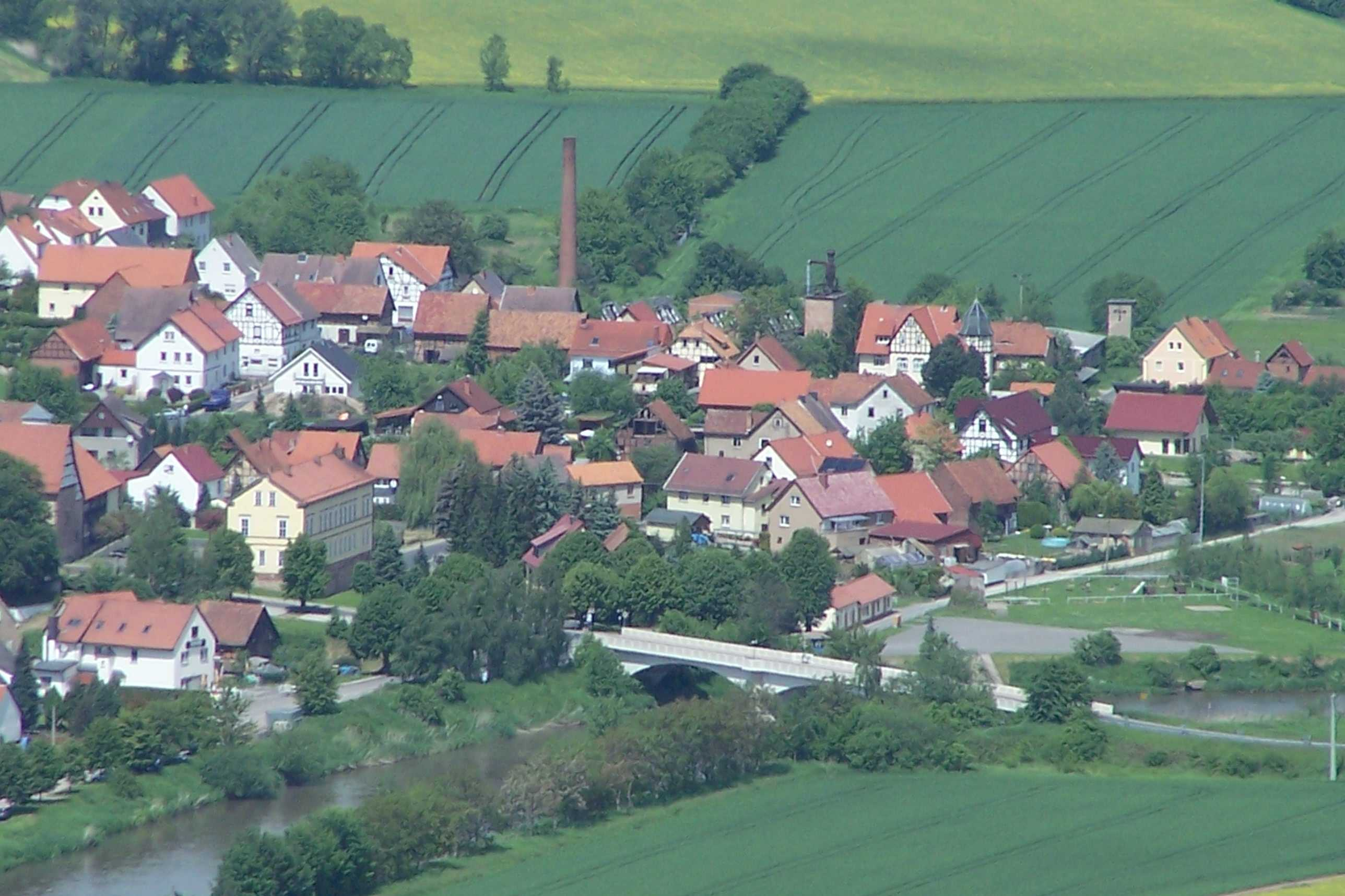
An der Werrabrücke

Großburschla war dank seiner klimatisch geschützten Lage im Werratal ein relativ wohlhabender, landwirtschaftlich geprägter Ort. Mit großem Erfolg wurde neben Gemüse und Zierpflanzen auch der Tabakanbau betrieben. Der Ort versorgte bis in die 1960er Jahre zahlreiche Tabakfabriken im Umland. Bedeutend wurde auch der Anbau von Kirschen. Sogenannte Tattern – eine Gruppe in Großburschla sesshaft gewordener Zigeuner – betrieben einen florierenden Handel mit Scheuersand.

### 20. Jahrhundert

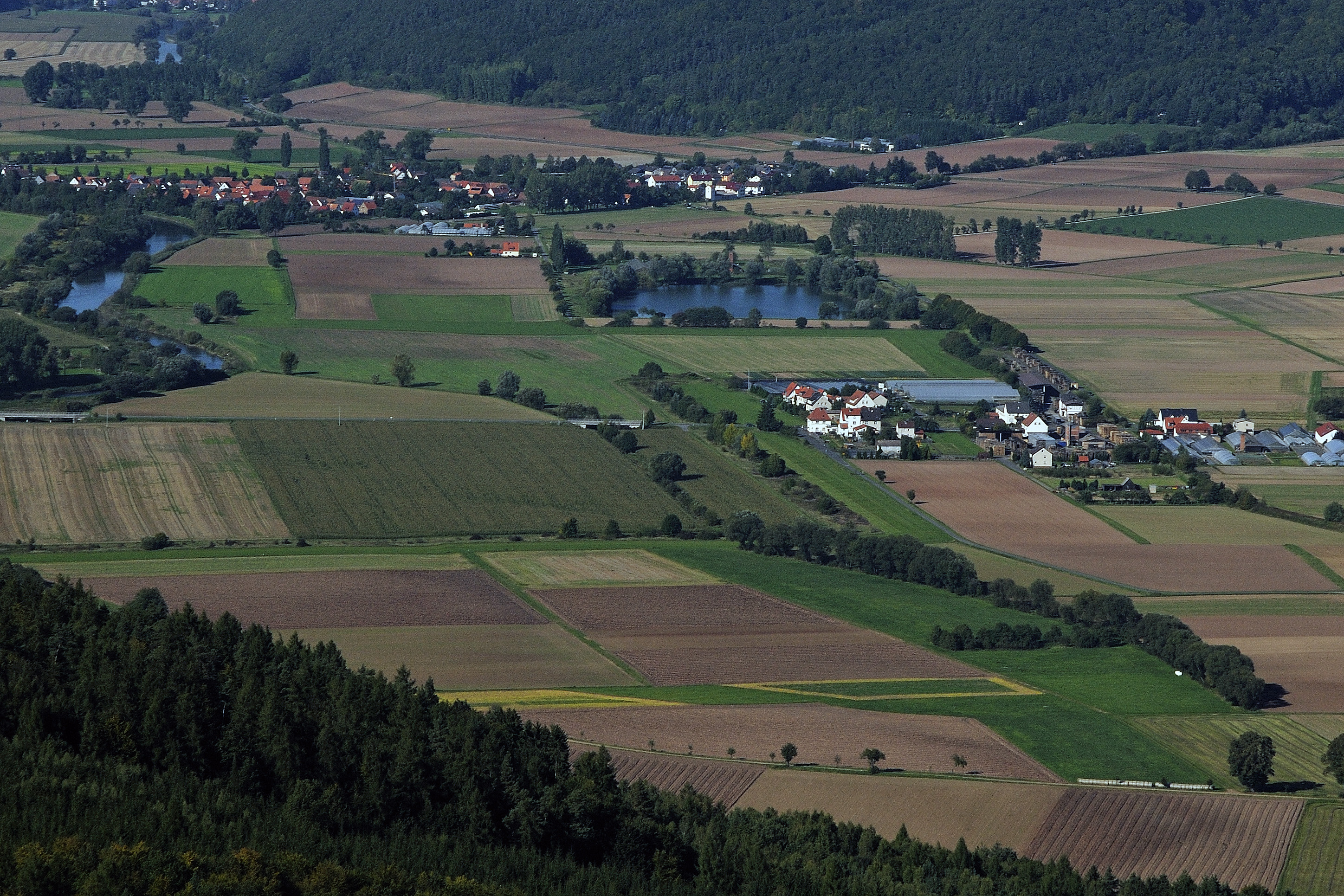
Wer genau hinschaut, kann auf dem Luftbild den Verlauf der ehemaligen innerdeutschen Grenze zwischen Großburschla und Bahnhof Großburschla erkennen.

1902 erhielt Großburschla einen Bahnhof an der Bahnstrecke Schwebda–Wartha, welche den Ort mit Eisenach, Mihla, Creuzburg, Treffurt, Wanfried und Eschwege verband. Die hierdurch begünstigte wirtschaftliche Entwicklung führte im Ort zum Bau einer Ziegelei und einer Stuhlfabrik. In den 1920er Jahren wurde Großburschla mit dem nahe gelegenen Heldrastein ein beliebter Ausflugsort.
Während der deutschen Teilung nach 1945 ragte aufgrund einer kurios anmutenden Grenzziehung das thüringische Großburschla wie ein topografischer Finger etwa 7 km nach Hessen hinein (ähnlich, wie sein östlich gelegener hessischer – also „westlicher“ – Nachbarort Heldra nach Thüringen) und lag damit komplett im Grenzgebiet der DDR, welches nur von Anwohnern und Menschen mit besonderer Genehmigung betreten werden durfte. Alle Verkehrswege nach Hessen wurden unterbrochen, nachdem 1952 als einzige Verbindung durch den „Flaschenhals“ (engste Stelle 900 Meter, dort aber nur wenige Meter parallel zur Grenze) eine Straße von Schnellmannshausen über den Heldrastein gebaut wurde. Da der Bahnhof Großburschla in der Gemarkung Heldra und damit knapp, aber komplett auf hessischem Gebiet lag, wurde mit Errichtung der innerdeutschen Grenze auch der Zugang zum Eisenbahnnetz vollständig unterbrochen.
Die Situation entschärfte sich erst ab November 1989, als im Zuge der Wiedervereinigung Deutschlands nach und nach die Straßen- und Wegeverbindungen in die hessischen Nachbarorte wieder freigegeben wurden. 1994 wurde Großburschla in die Stadt Treffurt eingemeindet.
Die exponierte Lage Großburschlas an der damaligen innerdeutschen Grenze ermöglicht bei einer Fahrt von Kassel nach Mühlhausen/Thüringen, innerhalb weniger Kilometer dreimal diese ehemalige Grenze zu passieren und sich dabei ein Bild vom Zustand des Grünen Bandes Deutschland zu machen.

## Kultur und Sehenswürdigkeiten

### KircheSt. Bonifatius

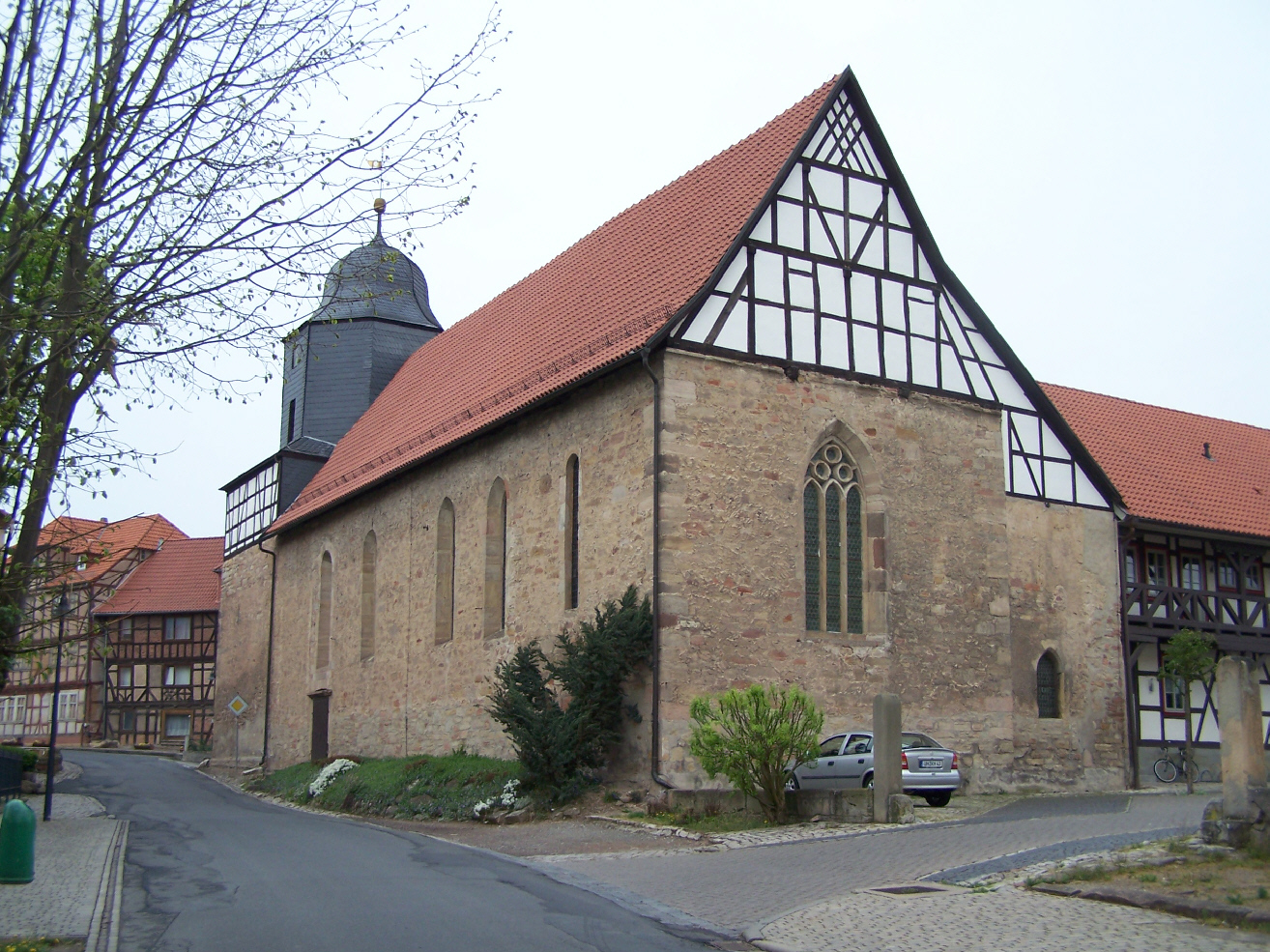
Kirche St. Bonifatius

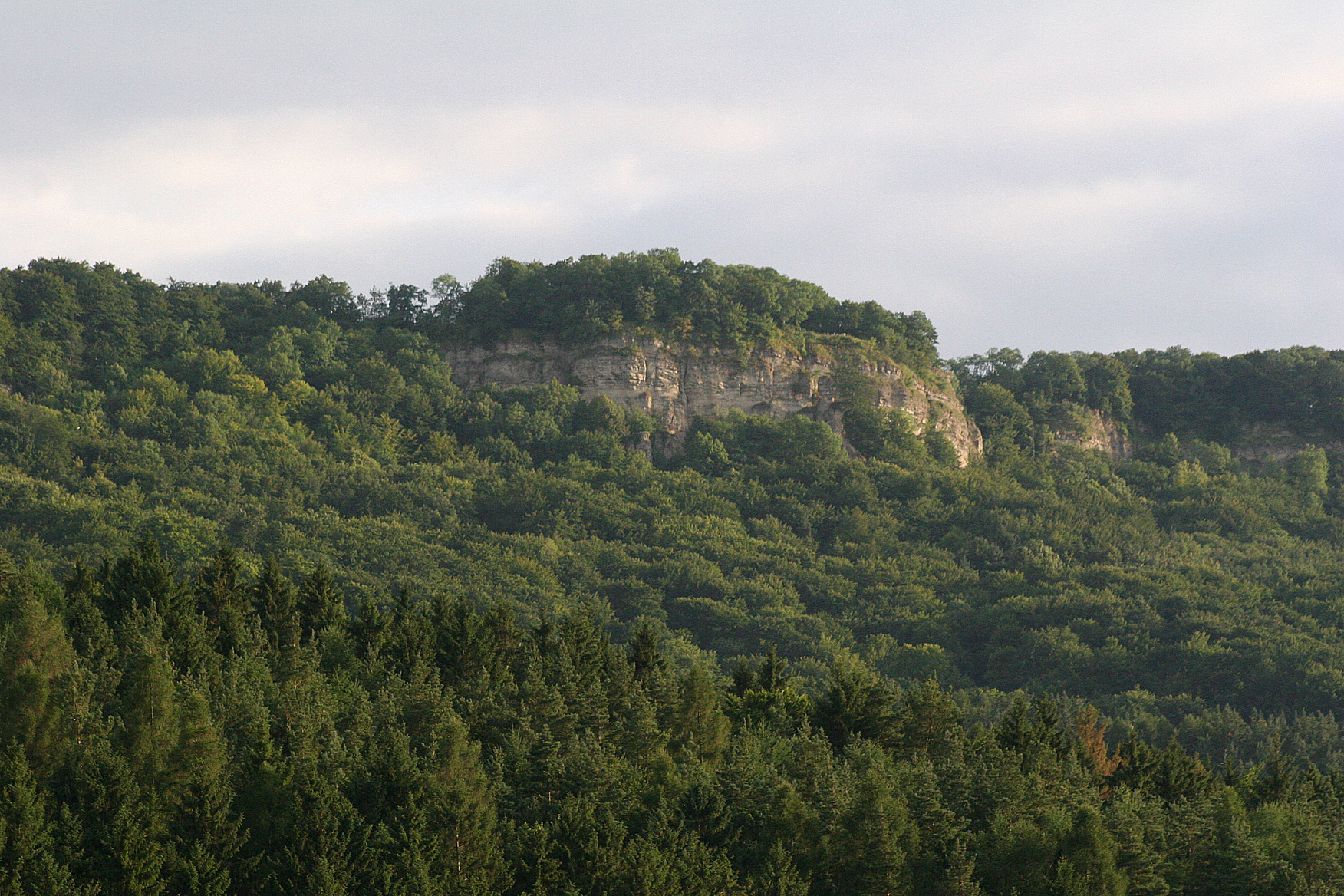
Heldrastein

Die Dorfkirche St. Bonifatius ist eine ursprünglich romanische Basilika, die nach Zerstörungen umgebaut wurde und fragmentarisch erhalten ist. Ungeachtet dessen gehört sie zu den wertvollsten Baudenkmälern in der Region.

### Heldrastein
Oberhalb von Großburschla befindet sich der Heldrastein mit dem Dreiherrenstein, der Hüneburg, den Resten der Henningshöhle, einem Naturlehrpfad und dem Turm der Einheit.

### Grünes Band und Werratalradweg
Großburschla liegt am Werratal-Radweg im Abschnitt Treffurt–Wanfried. Auf dem ehemaligen Grenzstreifen wurden im Rahmen des Projekts Grünes Band Deutschland Wanderwege und Aussichtspunkte geschaffen. Allerdings ist auch der Kolonnenweg als Begleiter und Begrenzung des Grünen Bandes an vielen Stellen erhalten geblieben. Bei Heldra ermöglicht eine ausgediente Flusssperranlage als Stahlgitterbrücke die Überquerung der Werra.

## Verkehr

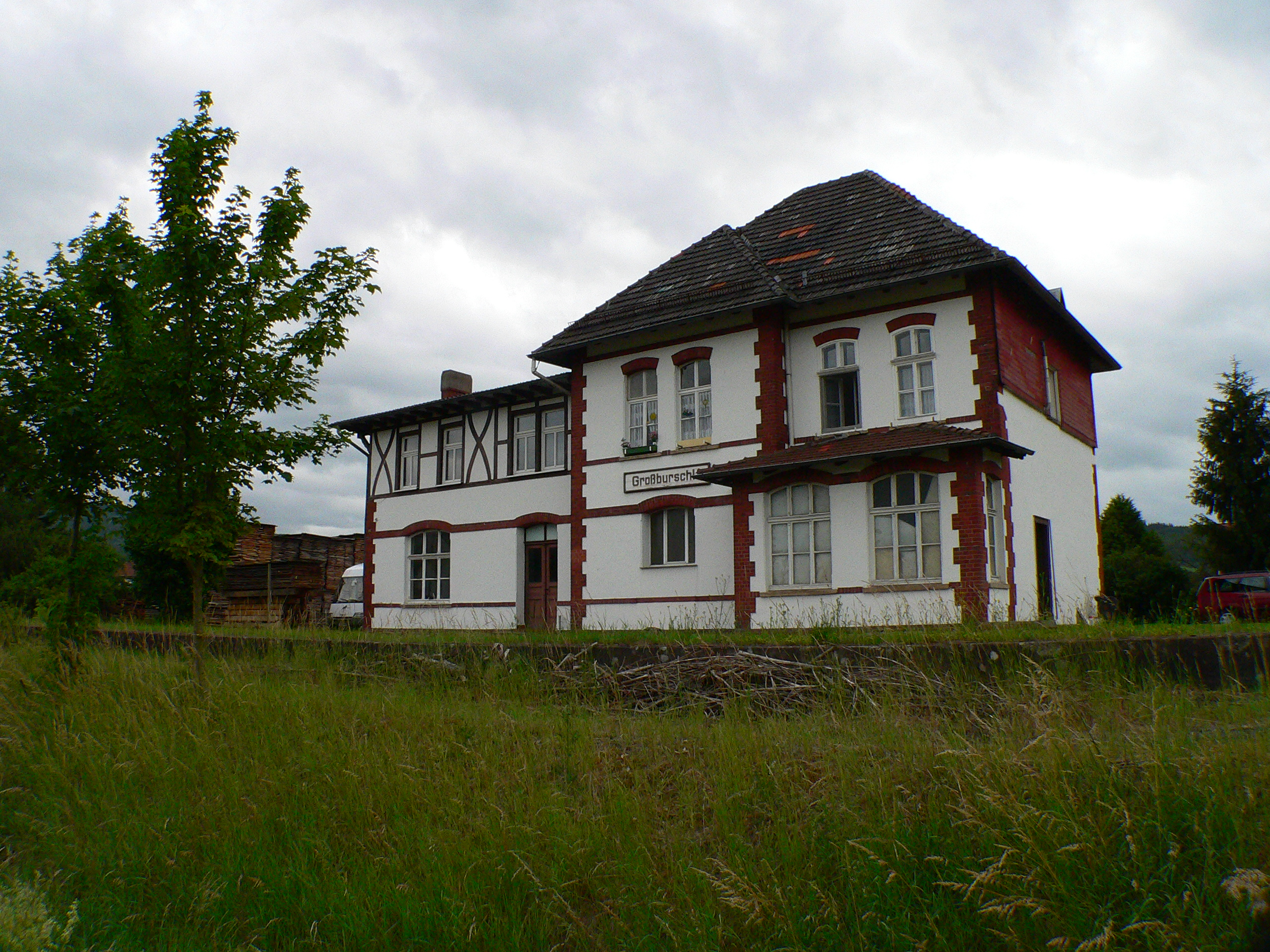
Der Bahnhof Großburschla unmittelbar hinter dem Grünstreifen des Grünen Bandes Deutschland

### Straßenverkehr
Großburschla ist über die Landesstraßen L 2110 (über Heldra/Bahnhof Großburschla) und L 2109 (über Schnellmannshausen) an die B 250 angebunden. Über die L 1019 und die hessischen Nachbarorte Weißenborn und Röhrda ist die B 7 erreichbar. 
Über Autobahnen ist Großburschla am leichtesten aus Richtung Südosten, von der Anschlussstelle Eisenach-West der A 4 aus, zu erreichen. Nach der für 2022 vorgesehenen Fertigstellung des südöstlichsten Abschnitts der A 44 wird Großburschla auch von Nordwesten aus über die Anschlussstelle Ringgau dieser Autobahn vergleichbar leicht erreichbar sein.

### Schienenverkehr
Der Betrieb der Werratalbahn auf der Strecke Schwebda–Großburschla–Treffurt–Wartha wurde mit der deutschen Teilung unterbrochen und abschnittsweise von 1945–1994 eingestellt. Der Bahnhof Großburschla befand sich bereits auf hessischem Gebiet in Heldra. Die nächstgelegenen Bahnhöfe befinden sich heute in Eschwege, Mühlhausen/Thüringen und Eisenach.

### Öffentlicher Personennahverkehr
Großburschla wird durch die folgenden Buslinien des Verkehrsunternehmen Wartburgmobil sowie des Nahverkehrs Werra-Meißner angebunden:
| Linie | Fahrstrecke                                                                        |
| ----- | ---------------------------------------------------------------------------------- |
| 170   | Eisenach–Creuzburg–Ifta-Schnellmannshausen–Treffurt–Großburschla–Wanfried-Eschwege |
| 172   | Großburschla–Heldra-Wendehausen-Treffurt-Falken                                    |
| 232   | Treffurt–Großburschla–Wanfried-Eschwege                                            |

## Persönlichkeiten
- Walter Eichenberg (* 1922 in Großburschla; † 2018 in Leipzig), Komponist, Trompeter, Dirigent und Arrangeur